# 国民党中央监察委员会办公楼旧址
国民党中央监察委员会办公楼旧址位于江苏省南京市玄武区中山东路313号，是第五批全国重点文物保护单位——原国民政府旧址的项目之一。後为南京军区档案馆使用。
成立于1931年的中国国民党中央监察委员会，原址位于公园路，后迁于本处。主体建筑为中式宫殿建筑，高二层，重檐歇山顶。建筑建成于1936年，由杨廷宝设计，陶馥记营造厂施工。当时，因位于明故宫东面的被俗称为“东宫”，与被俗称为“西宫”的中国国民党党史史料陈列馆、今中国第二历史档案馆馆舍相对。